# Ingemar Erlandsson
Ingemar Erlandsson (Municipio de Östra Göinge, Suecia, 16 de noviembre de 1957 - 9 de agosto de 2022) fue un futbolista sueco, que jugaba de defensa y militó solamente en el Malmö de su país. Precisamente con el Malmö, obtuvo el subcampeonato de la UEFA Champions League 1978-79, perdiendo la final de Múnich, ante el Nottingham Forest de Inglaterra.

## Selección nacional
Con la Selección de fútbol de Suecia, disputó 69 partidos internacionales y anotó solo 2 goles. Incluso participó con la selección sueca, en una sola edición de la Copa Mundial. La única participación de Erlandsson en un mundial, fue en la edición de Argentina 1978. donde su selección quedó eliminado, en la primera fase de la cita de Argentina.

### Participaciones en Copas del Mundo
| Mundial                        | Sede      | Resultado    |
| ------------------------------ | --------- | ------------ |
| Copa Mundial de Fútbol de 1978 | Argentina | Primera Fase |

## Clubes
| Club  | País   | Año         |
| ----- | ------ | ----------- |
| Malmo | Suecia | 1976 - 1987 |